# Osvaldo Cavandoli
Osvaldo Cavandoli, dit Cava, né le 1er janvier 1920 à Toscolano-Maderno et mort le 3 mars 2007 à Milan, est un animateur, réalisateur et dessinateur italien, réputé avant tout pour avoir créé et animé le personnage de La Linea.

## Biographie
Né à Maderno, au bord du lac de Garde, Osvaldo Cavandoli habite Milan dès l'âge de deux ans. Après une formation dans un institut technique, il travaille de 1938 à 1940 comme dessinateur technique pour les automobiles Alfa Romeo, puis pour CEMSA à Saronno. Pendant la Seconde Guerre mondiale, il propose ses dessins sur la vie quotidienne en temps de guerre. En 1944, il répond à une annonce parue dans un journal et rejoint l’équipe de Pagot Films (Nino Pagot est le futur créateur de Calimero). Il découvre l'animation et collabore à la réalisation du film Lalla, la petite Lalla et du premier film d'animation italien I fratelli Dinamite.
En 1950, il crée son entreprise avec un ami d’enfance, Ugo Moroni (alias Ugo Gelsi), et crée Pupilandia, une société de production artisanale de films de marionnettes animés. Entre 1950 et 1957 sortent une quinzaine de films publicitaires pour le cinéma, parmi lesquels Pinocchio, Laggiù nel Far West, La piccola guerra et Il nuovo Cappuccetto Rosso. 
En 1965-1967, il collabore avec Marco Biassoni au court métrage Lancillotto e Re Artù, en compagnie de Giuseppe Laganà. 
En novembre 1968, il écrit un premier scénarimage avec un personnage nommé M. Mark, un être solitaire qui naît et vit dans une seule ligne blanche, et le propose à Carosello , la régie publicitaire de la Rai. Massimo Lagostina, propriétaire de la fabrique de casseroles du même nom, en fait le héros de sa campagne publicitaire. Cavandoli réalise pour La Linea Lagostina trente-cinq films publicitaires d'une durée de 2 min 30, utilisant en fond musical les notes de Je cherche après Titine et la voix de Carlo Bonomi, qui grommelle avec un accent milanais.
Le succès est au rendez-vous: La Linea reçoit des premiers prix dans les principaux festivals d’animation, comme les festivals d’Annecy et de Zagreb. En 1973, un livre, La Linea, est publié chez Bompiani. En 1975, les dessins de La Linea sont publiées dans Il Giornalino, un journal de bandes dessinées. En France, c'est Pif Gadget qui les publie sous le titre la Ligne, Par Osvaldo Cavandoli, sous forme de strips de cinq cases.
À partir de 1977, La Linea disparaît des chaînes de télévision italiennes en même temps que naît son succès international, en particulier en France où elle est diffusée dans l'émission de télévision l'Île aux enfants.
La série comprend quatre-vingt-dix courts métrages : les huit épisodes inspirés par Lagostina, les cinquante-six épisodes pour la série 100 [101-156], et les vingt-six épisodes pour la série 200 [200-225]). 
En 1978 et 1988, Osvaldo Cavandoli crée deux nouveaux personnages : Sexilinea et Eroslinea, de moindre envergure. 
En 1980, Osvaldo Cavandoli intègre l’agence de design Quipos (fondée par Marcelo Ravoni). Il collabore avec Francesco Tullio Altan pour la réalisation de vingt-six épisodes de la série La Pimpa. 
En parallèle, Osvaldo Cavandoli fait carrière dans l'illustration : revues, calendriers, affiches, livres (Storielline molari, de Mario Monteverdi; Le golf est une affaire sérieuse, où les règles du jeu sont expliquées par La Linea, chez Sperling & Kupfer, 1992 ; dans Versi e versacci, une collection de dessins satiriques portent sur l'actualité littéraire ; etc.).
En 1998, Osvaldo Cavandoli rejoint l'ANU, l'Association nationale des humoristes. Il participe aux huit éditions du FestiValtravaglia dell'Arte Leggera de Porto Valtravaglia, sur le lac Majeur, et au Bestiaire de Léonard de Vinci au musée des Sciences de la technologie de Milan (2000), au Festival de l'humour à Gallarate. 
En 1998, Cavandoli est choisi pour décorer les murs des bureaux Allianz à Berlin.
Osvaldo Cavandoli meurt à Milan le 3 mars 2007.

## Prix et récompenses
- 1972 - Prix au Festival d'animation d'Annecy[6]
- 1973 - Prix au Festival d'animation de Zagreb
- 2002 - Festival de la RAI, Cartoons on the Bay -- Pulcinella Award, pour sa carrière
- 2006 - Festival de la RAI, Cartoons on the Bay -- Pulcinella Award, pour sa carrière
- 2007 - Cartoomics, « Héros de la bande dessinée »
- 2016 - Itala Award -- Itala d'Oro pour La Linea [5]
- 2016 - Itala Award -- Itala d'Argento pour La Pimpa (en coll. avec Altan)
- 2017 - Inscription au Panthéon de Milan, à l'intérieur du cimetière monumental

## Citations et hommages
- Le duo comique Pali e Dispari (it) (Angelo Pisani et Marco Silvestri)
- En 2005, le clip vidéo de Jamiroquai, « Don't give hate a chance », met en scène la Linea dans un univers moderne.
- En 2008, dans le magazine The Artist, trente auteurs italiens humoristiques font hommage à Cavandoli et à sa Linea
- En 2014, Véronique Barrillot réalise une fresque sur commande de la Ville de Dijon "L'aliéna ou le retour à la ligne". Le clin d'œil  est non seulement dans le titre mais aussi dans sa réalisation avec la reprise de cette fameuse ligne sous forme de différents symboles bourguignons.
- En 2015, le Musée de l'industrie et du travail (Musil) de Brescia accueille l'exposition Viva CAVAndoli!, une exposition de plus de 100 tableaux en hommage à Osvaldo Cavandoli et à La Linea, conçue par des artistes de renommée internationale, avec des photographies, des dessins originaux, du matériel de travail (scénarimages, croquis, souvenirs, objets) liés à la production artistique du célèbre dessinateur.

## Filmographie

### Comme réalisateur et animateur
- 1969. La Linea. Série de 90 films de court-métrage
- 1978. Sexilinea. Court-métrage
- 1983. La Pimpa (en collaboration avec Altan). Série produite par Quipos pour la RAI. 26 épisodes de 5 minutes. Interprété par Roberta Paladini et Vittorio Di Prima
- 1986. ErosLinea. Court-métrage, 5 min 50
- 1989. La Linea - 20 ans plus tard
- 1991. Olympic games. Court-métrage, 7 min
- 2000. PornoLinea
- 2001. Linea history[7], série de 26 épisodes de 2 min 30, racontant l'histoire de l'humanité de l'âge de pierre à la conquête de l'espace

### Comme animateur
- 1947. Lalla, piccola Lalla (assistant de Nino Pagot), 22 minutes

### Comme sujet
- 2000. Osvaldo Cavandoli. Un artigiano dell'umorismo, réalisé par Daniela Trastulli, documentaire, 27 min (bande annonce)